# Плютовище (Чорнобильський район)
 Плютовище (до поч. ХХ ст. Плитовище) — колишнє село в  Іванківському районі Київської області, яке зникле після  аварії на Чорнобильській АЕС. Розташоване за 8 км від колишнього райцентру та за 24 км від ЧАЕС. Знаходиться на правому березі р. Прип'ять.
Походження назви не встановлене. Перші згадки про село датовані сер. 19 століття.
1864 року у селі проживало 65 мешканців, було 10 дворів, а 1887 — вже 96 мешканців.
1900 року у власницькому селі (належало Адаму Гуляницькому) проживало 100 мешканців, було 24 двори. Мешканці займалися землеробством. За 1 версту знаходилася пароходна пристань Плитовище (Пристань проіснувала до самої аварії.), при якій постійно мешкало 11 службовців, був 1 двір.
Село та пристань підпорядковувалися Чорнобильській волості.
У радянський час село підпорядковувалося Опачицькій сільській раді Чорнобильського району. Складалося з єдиної вулиці, що простягалася з заходу в бік річки.
Напередодні аварії на ЧАЕС у селі мешкало 77 мешканців, було 37 дворів. Виселене внаслідок сильного радіоактивного забруднення. Мешканці села після аварії на ЧАЕС були відселені у село Нові Опачичі Макарівського району.
Після Чорнобильської катастрофи село увійшло до 30-кілометрової зони відчуження.
Село було офіційно зняте з обліку 1999 року за відсутністю жителів.
З кінця лютого до 1 квітня 2022 року село було окуповане російськими військами.